# NA-140
La NA-140 es una carretera de interés para la Comunidad Foral de Navarra, tiene una longitud de 57,7 km, comunica el valle de Erro con los valles de Aézcoa, Salazar y Roncal.

## Recorrido
| Denominación | Kilómetro | Salida                    | Dirección                            | Carretera                 |
| ------------ | --------- | ------------------------- | ------------------------------------ | ------------------------- |
| NA-140       | 0         |                           | Roncesvalles Pamplona                | N-135                     |
| NA-140       | 5         | Travesía de Garralda      | Travesía de Garralda                 | Travesía de Garralda      |
| NA-140       | 7         |                           | Oroz-Betelu                          | NA-2040                   |
| NA-140       | 9         | Travesía de Arive         | Travesía de Arive                    | Travesía de Arive         |
| NA-140       | 9         |                           | Aria Orbara Orbaiceta Selva de Irati | NA-2030 NA-2031           |
| NA-140       | 9         |                           | Villanueva de Aézcoa                 | NA-2023                   |
| NA-140       | 11        | Travesía de Garayoa       | Travesía de Garayoa                  | Travesía de Garayoa       |
| NA-140       | 15        |                           | Abaurrea Baja                        | NA-2022                   |
| NA-140       | 16        |                           | Abaurrea Baja                        | NA-2022                   |
| NA-140       | 19        | Travesía de Abaurrea Alta | Travesía de Abaurrea Alta            | Travesía de Abaurrea Alta |
| NA-140       | 23        |                           | Remendia                             | NA-2021                   |
| NA-140       | 26        | Travesía de Jaurrieta     | Travesía de Jaurrieta                | Travesía de Jaurrieta     |
| NA-140       | 32        | Travesía de Ezcároz       | Travesía de Ezcároz                  | Travesía de Ezcároz       |
| NA-140       | 32        |                           | Navascués                            | NA-170                    |
| NA-140       | 34        | Travesía de Ochagavía     | Travesía de Ochagavía                | Travesía de Ochagavía     |
| NA-140       | 34        |                           | Casas de Irati                       | NA-2012                   |
| NA-140       | 34        |                           | Muskilda                             | NA-2013                   |
| NA-140       | 37        | Travesía de Izalzu        | Travesía de Izalzu                   | Travesía de Izalzu        |
| NA-140       | 42        |                           | Larrau                               | NA-2011                   |
| NA-140       | 52        | Travesía de Uztarroz      | Travesía de Uztarroz                 | Travesía de Uztarroz      |
| NA-140       | 57        | Travesía de Isaba         | Travesía de Isaba                    | Travesía de Isaba         |
| NA-140       | 57        |                           | Burgui                               | NA-137                    |